# Горбачёв, Иван Илларионович
Горбачёв Иван Илларионович (15 сентября 1914, Батайск, Ростовская область — 1 октября 1942, Колпино) — советский лётчик-истребитель, участник Великой Отечественной войны.

## Биография
Родился в Ростовской области 15 сентября 1914 года. В 1932 году окончил начальные классы общеобразовательной школы. Поступил на учебу в школу фабрично-заводского ученичества. Участник оказания помощи народу Китая в 1937—1938 годах во время борьбы с японской военщиной и советско-финляндской войны 1939—1940 годов. 
На начало Великой Отечественной войны капитан действующей армии. По Июнь 1942 года служил в составе 71-го ИАП КБФ. Командир эскадрильи на момент лета 1942 года совершил 130 боевых вылетов и 31 — на штурмовку живой силы и техники противника. 
10 августа 1941 года совершил таран истребителя Ме-109 над Рижским заливом. 
20 июня 1942 года присвоено звание майора и должность заместителя командира 21-го ИАП КБФ по лётной подготовке. 
Погиб в воздушном бою 1 октября 1942 года в Ленинградской области в районе Колпино. 

## Список известных побед
| Д а т а    | Противник               | Место падения самолёта илипроведения воздушного боя | Свой самолёт |
| 14.07.1941 | 1 Ю-88                  | станция Котлы                                       | МиГ-3        |
| 23.07.1941 | 1 Хш-126 (в группе)     | Везенберг                                           | МиГ-3        |
| 31.07.1941 | 1 До-215                | мыс Овыза                                           | МиГ-3        |
| 04.08.1941 | 1 Хш-126 (в паре)       | остров Эзель                                        | МиГ-3        |
| 10.08.1941 | 1 Ме-109 (сбит тараном) | Ирбенский пролив                                    | МиГ-3        |
| 03.06.1942 | 1 Хе-111                | мыс Инониеми (в тёмное время суток)                 | МиГ-3        |
| 05.06.1942 | 1 Хе-111 (в паре)       | Кронштадт (в тёмное время суток)                    | МиГ-3        |
| 09.06.1942 | 1 Хе-111                | мыс Инониеми — остров Котлин                        | МиГ-3        |
| 21.07.1942 | 1 Хе-111 (в группе)     | остров Сейскар                                      | МиГ-3        |
| 31.08.1942 | 1 Ме-109                | Волосово                                            | Як-1         |

## Награды
- Орден Красного Знамени
- Орден Красного Знамени
- Орден Отечественной войны I степени
- Орден Ленина
- Орден Красной Звезды